# Anastasía Kelesídou
Anastasía Kelesídou (Grieks: Αναστασία Κελεσίδου) (Hamburg, 28 november 1972) is een voormalige Griekse atlete die is gespecialiseerd in het discuswerpen. Ze won van 1999 tot 2004 op grote internationale wedstrijden meerdere medailles. Hiervan zijn haar twee zilveren medailles op de Olympische Spelen het meest bekend. Tijdens haar sportcarrière brak ze negenmaal het Griekse record discuswerpen, waarvan de laatste maal naar 67,70 m. In 2004 werd haar record door haar landgenote Ekaterini Vogoli met twee centimeter verbeterd.

## Biografie
In 1994 won ze een zilveren medaille op het Europees kampioenschap atletiek (onder 23 jaar). Een jaar later plaatste ze op de WK 1995 in Göteborg voor de eerste keer in de finale en behaalde hier een elfde plaats. Op de Olympische Spelen van 1996 in Atlanta maakte ze haar olympisch debuut bij het discuswerpen. Met een beste poging van 59,60 m wist ze zich niet te plaatsen voor de finale. Ook op de WK 1997 sneuvelde ze in de kwalificatieronde.
Op het EK 1998 werd ze met 62,95 m zevende. Haar eerste internationale medaille behaalde ze op het WK 1999 in Sevilla. Met 66,05 meter won ze het zilver achter de Duitse Franka Dietzsch. Op de Olympische Spelen van Sydney in 2000 werd ze tweede. Met 65,71 meter eindigde ze bijna drie meter achter de Wit-Russische Ellina Zvereva. Op de wereldkampioenschappen atletiek 2001 werd ze met 65,50 meter vierde achter de Russische Natalja Sadova, de Ellina Zvereva en de Roemeense Nicoleta Grasu. Later werd Sadova gediskwalificeerd wegens een te hoge cafeïne gehalte en kreeg Kelesidou alsnog het brons toebedeeld.
Kelesídou won op het Europees kampioenschap atletiek 2002 een bronzen medaille achter haar landgenote Ekaterini Vogoli (goud) en Natalya Sadova (zilver). Op de wereldkampioenschappen atletiek 2003 in Parijs behaalde ze een zilveren medaille met een beste poging van 67,14 meter. Het goud ging naar de Wit-Russische Iryna Jatsjanka en het brons naar Ekaterini Vogoli. Aan het einde van haar carrière trof ze nogmaals Vogoli op de Olympische Spelen van Athene. Haar landgenote Vogoli werd achtste en Kelesidou werd tweede met 34 centimeter achterstand op de olympisch kampioene Sadova.

## Titels
- Grieks kampioene discuswerpen - 1991, 1993, 1994, 1995, 1996, 1997, 1999, 2000, 2002

## Persoonlijke record
| Onderdeel    | Prestatie | Datum       | Plaats    |
| ------------ | --------- | ----------- | --------- |
| discuswerpen | 67,70 m   | 29 mei 1999 | Rethimnon |

## Palmares

### Discuswerpen
- 1994:  EK (onder 23 jaar)
- 1995: 11e WK - 58,98 m
- 1997:  Middellandse Zeespelen - 66,18 m
- 1997:  Europacup B - 63,26 m
- 1998:  Europacup B - 65,71 m
- 1998: 6e Grand Prix Finale - 62,14 m
- 1998: 7e EK - 62,95 m
- 1999:  WK - 66,05 m
- 2000:  OS - 65,71 m
- 2000:  Europacup - 62,30 m
- 2001:  WK - 65,50 m
- 2002:  EK - 63,92 m
- 2003:  WK - 67,14 m
- 2004:  OS - 66,68 m